# Eritema marginato
Per  Eritema marginato  in campo medico, si intende una di anomalia dermatologica che è stata considerata una variante di un'altra tipologia specifica: l'eritema multiforme.

## Sintomatologia
Fra i sintomi e i segni clinici ritroviamo rossore di carattere transitorio,  ma non si mostra prurito.

## Patologie correlate
Si osserva nella febbre reumatica, infatti è una dei criteri maggiori per un'esatta diagnosi di tale malattia (assieme ad artrite, cardite, corea di Sydenham e noduli sottocutanei).